# Gare de Senneterre
La gare de Senneterre, est une gare ferroviaire canadienne, située à Senneterre, dans la région de l'Abitibi-Témiscamingue, au Québec.
Elle est mise en service par le Canadien National

## Histoire
Le premier train arrive à Senneterre le 29 avril 1914 avec des marchandises et des passagers. Senneterre est établi comme point de limite divisionnaire du chemin de fer National Transcontinental et offre initialement une gare modeste, en style typique des gares rurales. Elle sera élargie par la suite en fonction des besoins grandissants de la ligne. Cette gare initiale passe au feu en 1953 .
Le bâtiment actuel est érigée en 1953; construit en brique en style international par le Canadien National. La gare est à deux étages; le niveau supérieur sert de bureaux du chemin de fer. En 2015, elle sert encore de bureaux ; avec une salle d'attente réduite en taille, elle est la gare terminale de l' Abitibi, train Via Rail entre Montréal et Senneterre .
Pendant les années 1950, la gare sert de point de départ pour trains de planches de bois vers des marchés de consommation (aussi éloignés que Toronto et Hamilton); c'est une entreprise saisonnière car les moulins ne travaillent pas l'hiver.

## Patrimoine ferroviaire
Le bâtiment de 1953 est désignée gare ferroviaire patrimoniale en 1995.